# Антон Димитров (учител)
 Тази статия е за битолския учител.  За известния революционер вижте Антон Димитров.  
Антон (Андон) Димитров е български просветен деец и общественик от Македония.

## Биография
Той е директор на Битолското българско девическо училище.
Делегат е и е член на комисия на Дванадесетия конгрес на Илинденската организация от август 1942 година в Битоля.
Негови синове са активистите на МПО Любен Димитров и Александър Димитров.
- Писмо А. Димитров, управител на Битолското българското девическо училище, до екзарх Йосиф, с. 1 (24 март 1910)
- Писмо <...> с. 2
- Писмо <...> с. 3